# 1965
Cette page concerne l'année 1965 (MCMLXV en chiffres romains) du calendrier grégorien.
L'année 1965 est une année commune qui commence un vendredi.

## En bref
- 24 janvier : mort de l'homme d'état, peintre et écrivain britannique Winston Churchill.
- 21 février : Malcolm X est assassiné.
- 2 mars : début de l’opération Rolling Thunder dans la guerre du Viêt Nam.
- 7 mars, les États-Unis s’engagent dans la guerre terrestre au Sud Viêt Nam.
- 28 avril : seconde occupation de la République dominicaine par les États-Unis.
- 16 août : deuxième guerre indo-pakistanaise à propos du Cachemire.
- Mouvement du 30 septembre 1965 en Indonésie suivi d’une répression massive contre le Parti communiste indonésien.
- 25 novembre : fin de la crise congolaise.
- 8 décembre : clôture du concile Vatican II.
- 19 décembre : Charles de Gaulle est réélu Président de la République française, au suffrage universel direct.

## Événements

### Afrique

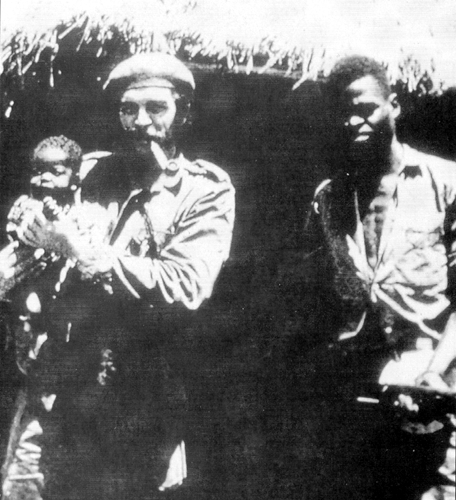
Che Guevara au Congo.

- 2 janvier : Che Guevara est à Brazzaville où il rencontre le président Alphonse Massamba-Débat et le Premier ministre Pascal Lissouba, ainsi que le leader du MPLA Agostinho Neto. Le 8 janvier il est en Guinée auprès de Sékou Touré, le 14 au Ghana, le 30 en Algérie et 11 février en Tanzanie après un passage en Chine[1].
- 15 - 21 janvier : Conférence des Églises orthodoxes orientales d’Addis-Abeba (non chalcedoniennes)[2].
- 10 - 12 février : création à Nouakchott de l’Organisation commune africaine et malgache (OCAM)[3].
- 18 février : indépendance de la Gambie[4].
- 22 février : ouverture de négociations financières franco-maliennes à Paris ; suspendues sine die le 6 juin, elles reprennent le 26 octobre 1966 pour parvenir à l’accord du 15 février 1967[5].
- 18 mars - 30 avril : la Convention nationale congolaise (CONACO), coalition formée le 20 février à Luluabourg par Moïse Tshombe, gagne les élections législatives congolaises[6].
- 20 mars : Ahmadou Ahidjo est réélu président du Cameroun[7].
- 22-25 mars, Maroc : une grève scolaire tourne à l’émeute à Casablanca (23 mars). Le 24, la répression fait officiellement 7 morts, 68 blessés et 168 arrestations (400 morts selon l’ambassade de France)[8].
- Mars, Mali : à la suite de la multiplication des coups d’État militaires en Afrique, le chef d’état-major Sékou Traoré proclame publiquement son loyalisme à l’égard du régime[9].
- 10 mai : Elections parlementaires au Burundi. Le parti de l'Union pour le Progrès National (UPRONA) remporte 21 sièges, contre 10 pour le Parti du Peuple (PP) et deux sièges à des indépendants[10].
- 7 juin, Maroc : le roi Hassan II proclame l’état d’exception après avoir échoué à constituer un gouvernement d’union nationale (fin en 1970)[8].
- 19 juin : coup d’État en Algérie ; le président Ahmed Ben Bella est déposé par le ministre de la Défense, le colonel Houari Boumédiène, ancien chef de l’Armée de libération nationale qui s’empare du pouvoir pour mener une politique socialiste et de nationalisation jusqu’à sa mort le 27 décembre 1978[11].
- 10 juillet : constitution provisoire de la Tanzanie qui consacre le système du parti unique (TANU)[12].
- 18 - 25 juillet : premiers Jeux panafricains de Brazzaville[13].
- 2-3 septembre : la mort d’un soldat dans une rixe lors d’une fête locale à Bardaï, au Tibesti, et la répression par l’armée nationale tchadienne provoque une rébellion des Toubous[14].
- Septembre : la Chine s’engage à construire au Mali un des plus puissants postes émetteurs du continent africain[9].
- 13 octobre : poursuite de la guerre civile au Congo-Léopoldville. Le président Kasa-Vubu révoque Moïse Tshombe et nomme Premier ministre Évariste Kimba du Front démocratique congolais, la coalition minoritaire. La crise s’intensifie jusqu’au coup d’État du général Mobutu, commandant l’armée du Congo, qui rétablit l’intégrité du territoire en mettant fin aux luttes armées le 24 novembre[6].
- 21 - 25 octobre : sommet de l’OUA à Accra, boycotté par huit pays francophones hostiles à Kwame Nkrumah (Côte d’Ivoire, Dahomey, Gabon, Haute-Volta, Madagascar, Niger, Tchad et Congo Brazzaville)[15]. Déclaration sur la subversion qui interdit aux membres de l’OUA toute intervention dans les affaires d’autres États. Résolutions contre le gouvernement de la minorité blanche en Rhodésie[16]. Boycott total de l’Afrique du Sud.
- 29 octobre : enlèvement à Paris de Mehdi Ben Barka, chef des opposants au roi du Maroc Hassan II (UNFP)[17].
- 7 novembre : Félix Houphouët-Boigny est réélu Président de la République de Côte d’Ivoire[18].
- 9 novembre, Guinée : un communiqué du Parti démocratique de Guinée dénonce le « Complot des commerçants » conduit par Mamadou Touré contre le régime ; Sékou Touré accuse la France d’être impliquée et les relations diplomatiques sont rompues le 17 novembre entre les deux pays jusqu’en 1975[19].
- 10 novembre : émeutes à Mangalmé dans le département de Guéra. Intervention de l’armée. Début de la guerre civile tchadienne[14].
- 11 novembre : déclaration unilatérale d’indépendance de la Rhodésie (UDI) proclamée par des colons pratiquant l’apartheid (Ian Smith) et contre la volonté du Royaume-Uni. Elle consacre la rupture avec le Commonwealth pour ne pas renoncer à la ségrégation raciale. Le gouvernement britannique se contente de prendre des sanctions économiques[20]. Un mois plus tard, neuf États africains, dont deux membres du Commonwealth (Ghana et Tanzanie) rompent leurs relations diplomatiques avec le Royaume-Uni.

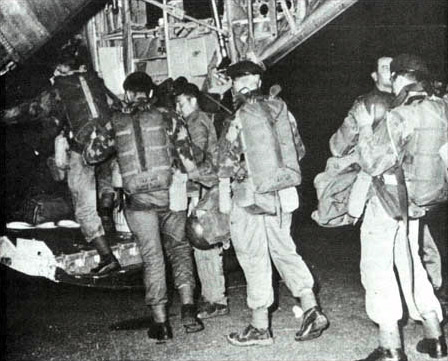
24 novembre, crise congolaise : parachutistes belges partant de Kamina pour secourir les otages de Stanleyville

- 24 novembre : coup d’État militaire contre Joseph Kasa-Vubu au Congo-Léopoldville. Le lieutenant-général Joseph-Désiré Mobutu prend le pouvoir[6].
- 22 décembre : second coup d’État du colonel Christophe Soglo au Dahomey[21].
- 31 décembre : coup d’État militaire en Centrafrique. Jean-Bedel Bokassa prend le pouvoir et remplace le président David Dacko[22].

### Amérique
- 7, 9 et 25 mars : marches de Selma à Montgomery pour les droits civiques aux États-Unis[23].
- 14 mars : les péronistes sont vainqueurs aux élections législatives en Argentine avec 30,3 % des voix[24]. La formation du président Arturo Umberto Illia obtient 28,9 %.

Soldats honduriens de la force interaméricaine de maintien de la paix, créée le 6 mai par la conférence ministérielle de l’OEA pour remplacer les troupes des États-Unis en République dominicaine.

- 24 avril : en République dominicaine, les constitutionnalistes lancent une insurrection libérale et radicale qui est vaincue le 28 avril par une intervention militaire des États-Unis, la première depuis 1926[25]. Le président Johnson prétexte de la nécessité d’assurer la protection de ses ressortissants et invoque une tentative de l’« extérieur » pour contrôler le mouvement. Il débarque immédiatement 2000 Marines dans l’île, puis y fait stationner jusqu’à 30 000 soldats (1965-1966).
- 17 mai : en Bolivie, un décret dissout les milices de mineurs en grève. Le 23 mai, l’état d’urgence est proclamé, et le 23 juin, les forces armées sont envoyées dans les secteurs miniers. La répression fait au moins 87 morts à Catavi lors du « massacre de la nuit de la Saint-Jean, » du 23 au 24 juin[26],[27].
- 9 juin : début de la guérilla rurale du Mouvement de la gauche révolutionnaire (MIR), divisés en six fronts, au Pérou. Le groupe Túpac Amaru, dirigé par Guillermo Lobatón, attaque la mine de Santa Rosa et prend d’assaut la hacienda Runatullo près de Andamarca (province de Junín)[28].
- 6 août : le président Johnson signe le Voting Rights Act qui lève toutes les restrictions au droit de vote aux États-Unis[29].
- 9 août : sabotage d’une usine des laboratoires Bayer, en Uruguay par les Tupamaros[30]. Ils optent pour l’action violente, attaquent les banques ou procèdent à des enlèvements contre des rançons, afin de distribuer l’argent dans des quartiers pauvres. Leur rhétorique nationaliste et populiste contribue à discréditer la classe politique.
- 11 - 17 août : émeutes de Watts à Los Angeles[29].
- 27 août - 12 septembre : ouragan Betsy sur les Bahamas, la Floride, et la Louisiane[31].
- 6 novembre : incident de Laguna del Desierto, incident frontalier entre l’Argentine et le Chili. Un officier chilien est tué[32].
- 9 décembre : A Charlie Brown Christmas, la première émission spéciale de Peanuts, fait ses débuts sur CBS aux États-Unis. Cela devient une tradition de Noël.

### Asie et Pacifique
- 20 janvier : l’Indonésie quitte l’ONU à la suite de l’entrée de la Malaisie au Conseil de sécurité[33].
- 26 janvier : le hindi est proclamé langue nationale en Inde[34]. Opposition dans le sud des populations à langues dravidiennes.

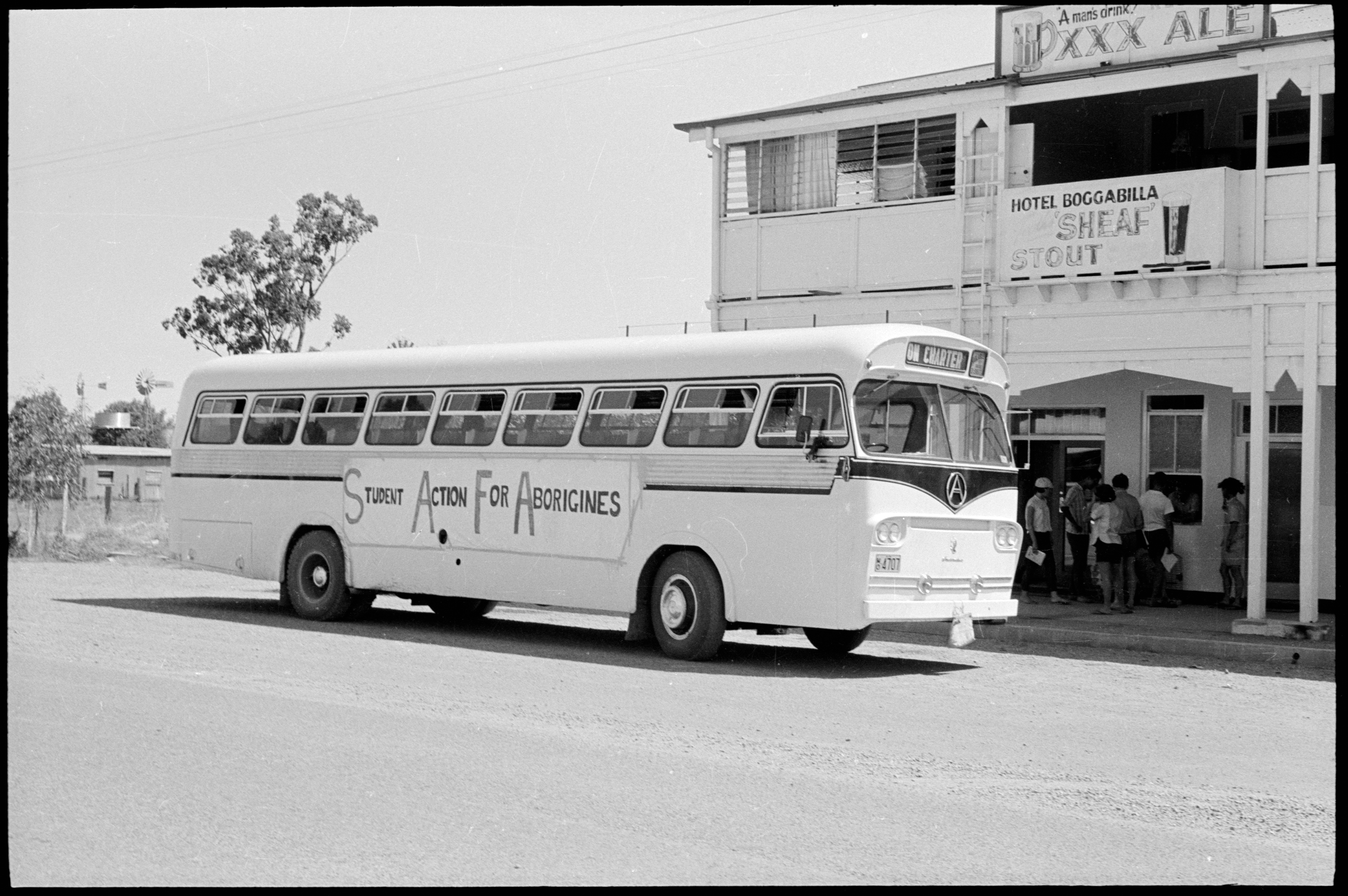
Bus du Student Action for Aborigines lors de la marche pour la Liberté.

- 12-26 février : marche pour la Liberté (Freedom ride) en Australie. Manifestations non violentes des étudiants de Nouvelle-Galles du Sud contre la ségrégation et l’injustice envers les aborigènes[35].
- 27 mars : gouvernement conservateur à Ceylan (fin en 1970)[34].
- 9-30 avril : accrochages dans le territoire contesté du Rann de Kutch, zone désertique partagée entre le Sind et le Gujerat. Début du conflit entre l’Inde et le Pakistan[34]. Un cessez-le-feu est signé le 30 juin grâce à la médiation britannique[36].
- 1er mai : engagement naval livré entre la marine de la République de Chine (Taïwan) et celle de l’Armée populaire de libération. Un patrouilleur nationaliste coule quatre canonnières communistes et en endommage deux autres près des îles Matsu[37].
- 22 juin, Corée du Sud : malgré la ferme opposition des étudiants et de l’opposition, Park Chung-hee normalise le traité d’amitié et de commerce avec le Japon qui permet à la Corée du Sud de bénéficier de 500 millions de dollars d’aides et de prêts japonais[38]. L’industrialisation et les exportations du pays connaissent un essor spectaculaire, le produit intérieur brut (PIB) augmentant de 10 % par an.
- 19 juillet : voyage officiel d’André Malraux en Chine. Il est reçu par le président Mao le 3 août[39].
- 26 juillet : Les Maldives accèdent à l'indépendance
- 4 août : Autogouvernance des Îles Cook[40]
- 9 août : Singapour, ville chinoise dirigée par Lee Kuan Yew, quitte la fédération de Malaisie[41]. La Constitution est amenée par le Parlement le 22 décembre, instituant une république à régime présidentiel[42].
- 16 août : reprise de la guerre frontalière entre le Pakistan et l’Inde à propos du territoire contesté du Cachemire. L’armée indienne traverse la ligne de cessez-le-feu. Les troupes pakistanaises s’infiltrent en direction de Srinagar, capitale du Cachemire sous occupation indienne, puis le 1er septembre, lancent une véritable offensive, convaincues du soutien des Kashmiri. Le 6 septembre, les Indiens réagissent promptement en violant la frontière internationale et déclenchent une triple offensive qui converge vers Lahore. Le Secrétaire général des Nations unies, U Thant, réussit à négocier un cessez-le-feu signé le 23 septembre. La guerre se termine par un statu quo les deux belligérants revenant à leur position d’avant septembre[43]. Elle fait environ 5 000 tués chez les Indiens, et 4 000 chez les Pakistanais.
- 1er septembre : le Tibet (Xizang) reçoit officiellement le statut de région autonome de la République populaire de Chine, et Pékin annonce que de profondes transformations socialistes vont être entreprises dans la province[44].

Tracts de propagande accusant le Parti communiste indonésien pour sa participation au mouvement du 30 septembre.

- 30 septembre - 1er octobre : mouvement du 30 septembre en Indonésie[45]. Un lieutenant-colonel de la garde présidentielle, Untung Syamsuri annonce avoir déjoué un complot contre le président Soekarno qui aurait été fomenté par un « conseil des généraux ». Il annonce également la formation d’un « conseil révolutionnaire » de 45 membres. On apprend que six généraux ont été assassinés la nuit précédente. Le 16 octobre, sous la pression, Soekarno nomme le général Soeharto chef d’État-major des armées et il prend la tête de la répression[46]. Soekarno est progressivement écarté du pouvoir au bénéfice de Soeharto (1967).
- 17 octobre : début de la répression massive contre le Parti communiste indonésien, accusé par l’armée d’avoir organisé le coup d’État. À la fin de l’année, malgré les efforts de Soekarno pour calmer la situation, des unités de l’armée et des groupes musulmans, surtout dans les campagnes, massacrent les communistes et leurs sympathisants. Des pogroms sont menés contre les Chinois. Les estimations du nombre de victimes varient de 400 000 à un million de morts[45]. Des milliers de paysans pauvres qui se sont emparés des terres des grands propriétaires en 1963-1964 à la faveur de la réforme agraire, étiquetés pro-communistes, sont exterminés. Les propriétaires récupèrent leurs terres.
- 9 novembre : Ferdinand Marcos, le candidat du Parti nationaliste, remporte l’élection présidentielle aux Philippines[47]. Il entre en fonction le 30 décembre[48] et inaugure deux décennies de pouvoir chaque jour plus autocratique et corrompu (fin en 1986).
- 17 novembre : pour la 15e fois l’Assemblée générale des Nations unies refuse l’admission de la Chine[49].
- 16 décembre : début du règne de Taufa’ahau Tupou IV, roi des Tonga[50] (fin en 2006).

#### Vietnam
- 7 février : « opération Flaming Dart ». Premiers raids aériens américains sur le Vietnam du Nord à la suite de l’attaque de la base aérienne de Pleiku par le Viet-Cong[51].

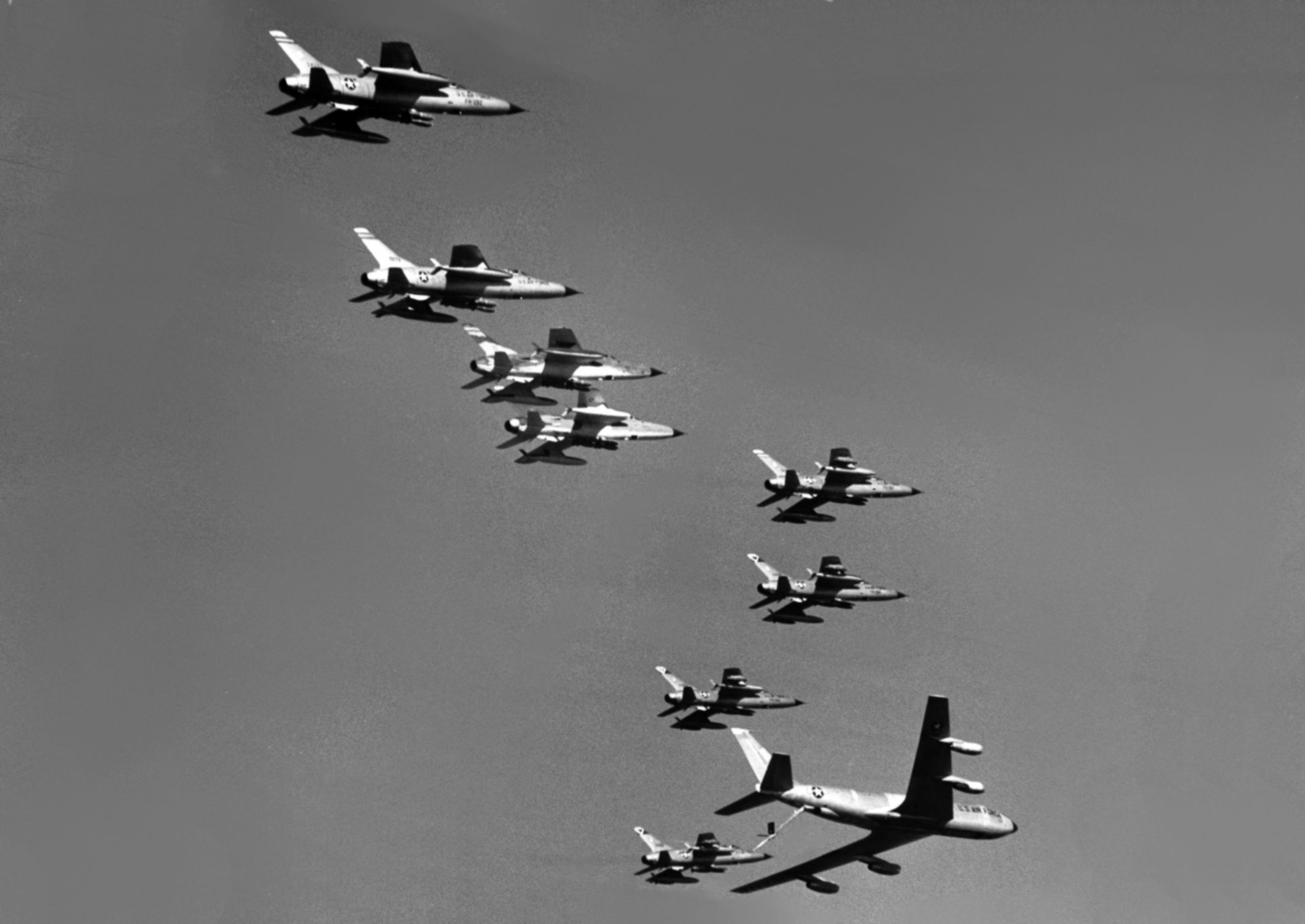
2 mars : début de l’opération « Rolling Thunder ». Photographie de décembre 1965.

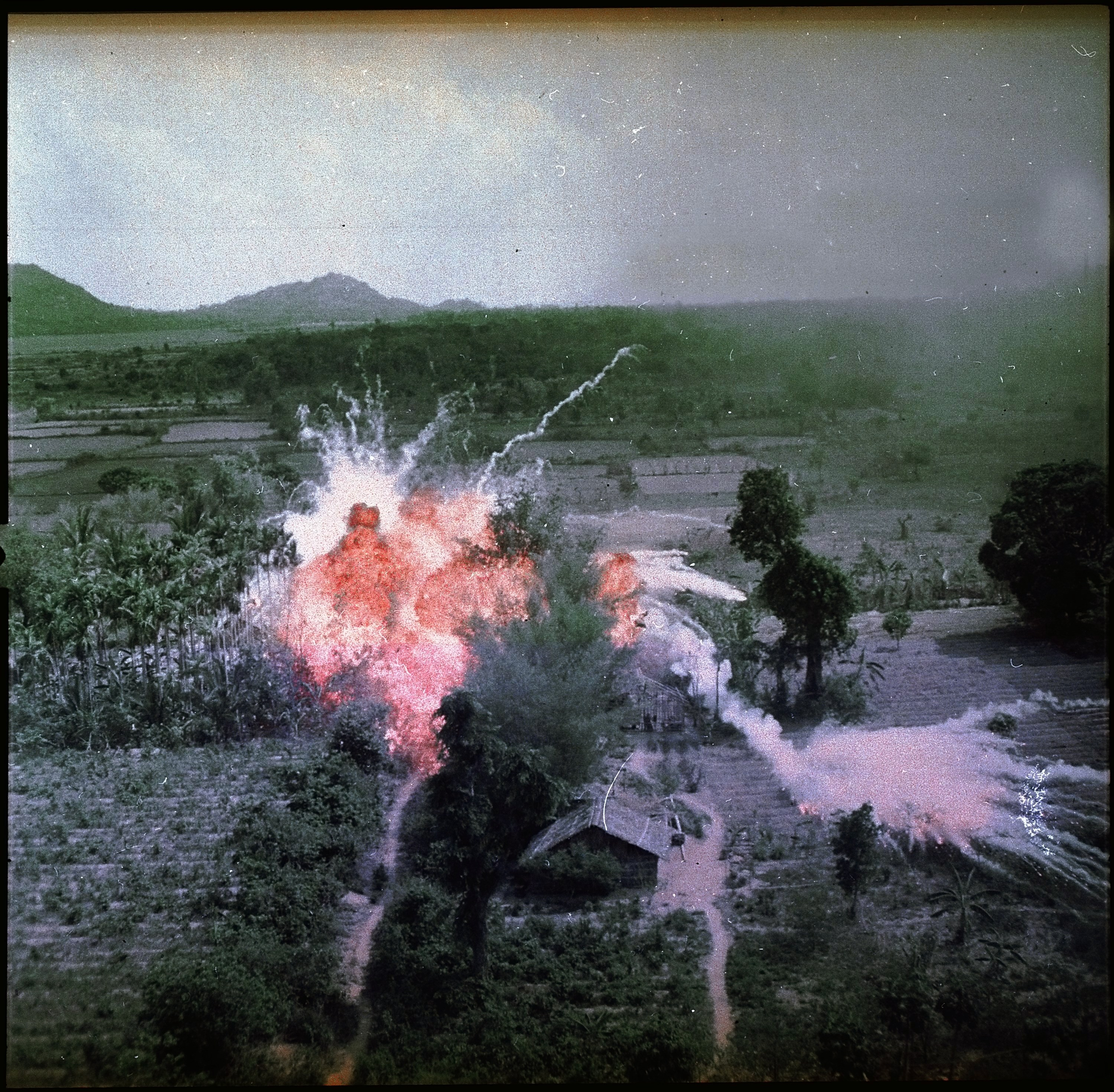
Explosion d’une bombe au napalm, utilisé à partir de mars 1965, sur un établissement Việt Cộng au sud de Hanoï

- 2 mars : début de l’opération « Rolling Thunder »[51], annoncée par le président Johnson le 28 février. Les États-Unis commencent à bombarder systématiquement le Vietnam du Nord[52] (fin le 1er novembre 1968).
- 8 mars : débarquement à Da Nang des premières unités de combat américaines[51]. L’intervention américaine amplifie l’engagement du Viêt Nam du Nord dans la guerre civile du Sud et rapproche Hanoï de Pékin et de Moscou.
- 7 avril : le président Lyndon B. Johnson propose dans un discours prononcé à Baltimore l’ouverture de « négociations sans conditions » en faveur de la paix au Vietnam, assorti d’un programme d’assistance économique des États-Unis aux deux Vietnam. Mais il se refuse à envisager une solution neutraliste et Hanoï réplique avec fermeté[53].
- 3 mai : à la suite de bombardements dans les villages cambodgiens frontaliers, Norodom Sihanouk rompt les relations diplomatiques avec les États-Unis[54].
- 28 mai : la France rappelle ses représentants à l’État-major de l’OTASE pour marquer son refus de soutenir les États-Unis dans la guerre[55].
- 8 juin : reconnaissance officielle de la participation de soldats US à des combats au Vietnam[56].
- 10-12 juin : victoire du Front national de libération du Sud Vietnam à Dong Xoai[57].
- 12-19 juin : coup d’État contre le général Khanh, chef de l’État sud-vietnamien. Création d’un « Comité pour la direction de l’État », composé de 10 généraux et dirigé par le général Nguyen Van Thieu. Le général Ky forme le gouvernement[56].
- Juillet : 75 000 soldats américains au Viêt Nam. Ils sont 184 300 à la fin de l’année[52].
- 18 - 24 août : opération Starlite, première grande bataille entre les forces américaines et le Viet-Cong. 5 500 Marines américains détruisent une base Viet-Cong de la péninsule de Van Tuong[58].
- 21 août : premier bombardement américain au nord du 17e parallèle[59].
- 19 octobre : l’armée nord-vietnamienne attaque le camp américain de Plei Me, sur les Hauts-Plateaux[51]. Elle est repoussée après de violents combats du 20 octobre au 9 novembre et se replie sur la vallée de Ia Drang[52].
- 14 - 26 novembre : bataille de la Drang, opposant les forces américaines à celles du Viet Cong venues du Cambodge au début de l’année. Elle reste indécise[51].

Pour un article plus général, voir Guerre du Viêt Nam.

### Proche-Orient
- 3 mars : discours de Habib Bourguiba devant les réfugiés palestiniens à Jéricho. Il réprouve la violence et la guerre contre Israël et préconise le dialogue[60]. Son plan de résolution du conflit israélo-arabe reprend les propositions faites par Nasser dans les années 1950. Nasser s’y oppose et accuse Bourguiba de trahison.
- 18 mars : dans une lettre à Nasser, le président Johnson déclare que les États-Unis sont prêts à armer massivement Israël de missiles Hawk 1962 en cas de course aux armements[61]. L’Égypte s’éloigne de Washington.
- 24 avril : manifestation à Erevan à l’occasion du 50e anniversaire du génocide arménien, considérée comme un évènement fondateur du mouvement en faveur d’une reconnaissance politique du génocide arménien[62].
- 25 avril : le parti communiste égyptien s’autodissout pour se fondre dans l’Union socialiste arabe, le parti unique nassérien[63].

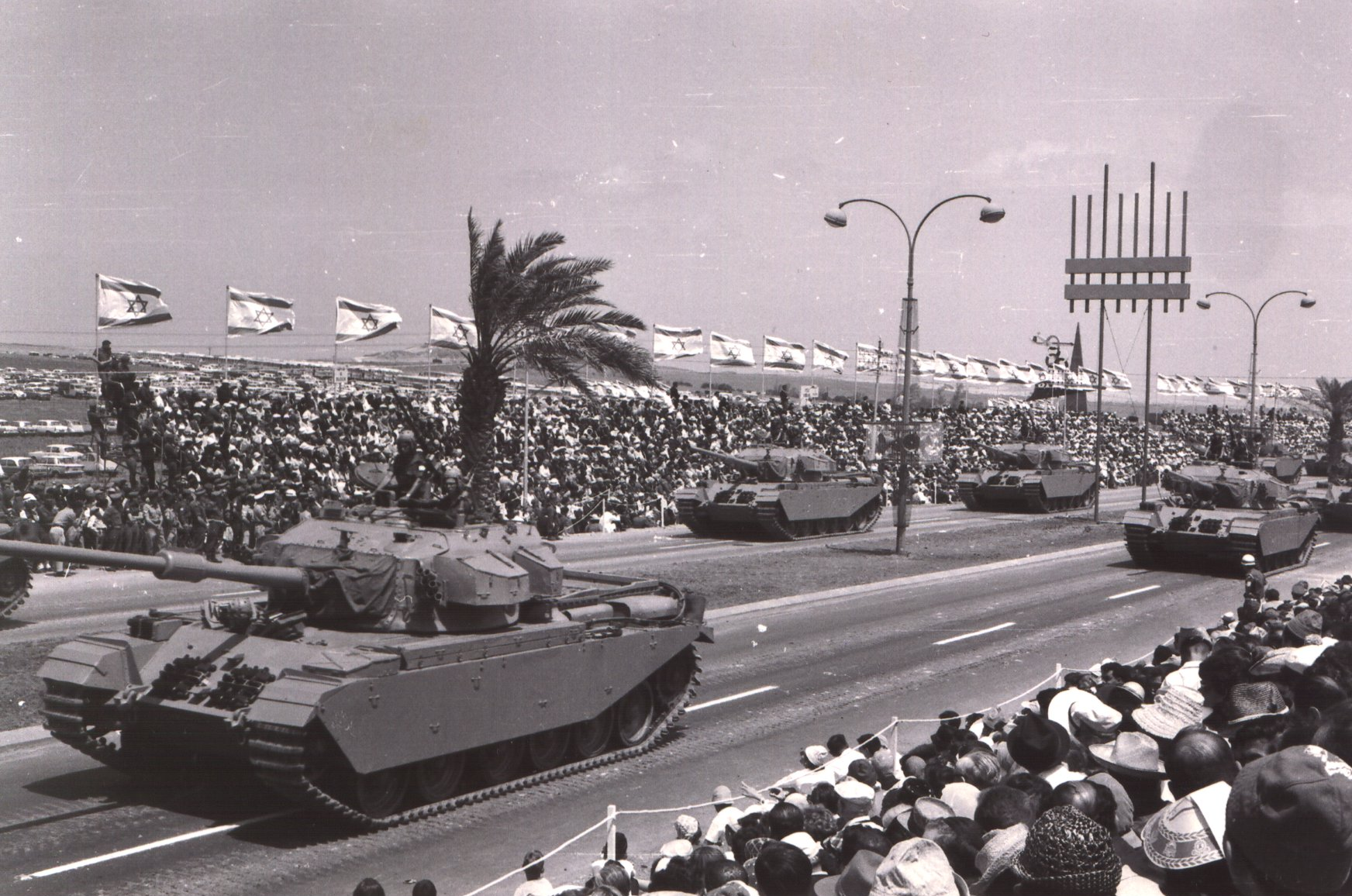
6 mai : parade militaire à Tel Aviv à l’occasion du jour de l’Indépendance.

- 12 mai : établissement officiel de relations diplomatiques entre Israël et la RFA[64]. Dix des treize membres de la Ligue arabe rompent avec Bonn. La crise est aggravée par la révélation au début de l’année de livraison d’armes ouest-allemandes à Israël dans le cadre des réparations allemandes au peuple juif[65].
- 24 août : second accord passé à Djeddah entre Fayçal et Nasser qui établit un régime provisoire au Yémen et l’organisation d’un plébiscite sur l’avenir politique du pays[66]. Les parties yéménites en conflit refusent l’arrangement.
- 26 août-8 septembre : élections législatives en Afghanistan[67].
- 30 août : Nasser accuse officiellement les Frères musulmans d’avoir reconstitué leur organisation. Leur leader Sayyib Qotb est arrêté, jugé et pendu le 29 août 1966[68].
- 13-17 septembre : sommet arabe de Casablanca[66]. Le souverain saoudien Fayçal lance l’idée des sommets islamiques réunissant des représentants de l’ensemble du monde musulman. Il s’agit de remettre en cause le leadership nassérien sur le monde arabe.

### Europe
- 13 février : assassinat d’Humberto Delgado par la Pide, à Villanueva del Fresno, en Espagne, à la frontière avec le Portugal[69].
- 7 mars : participation de 99,96 % des électeurs aux élections législatives roumaines[70].

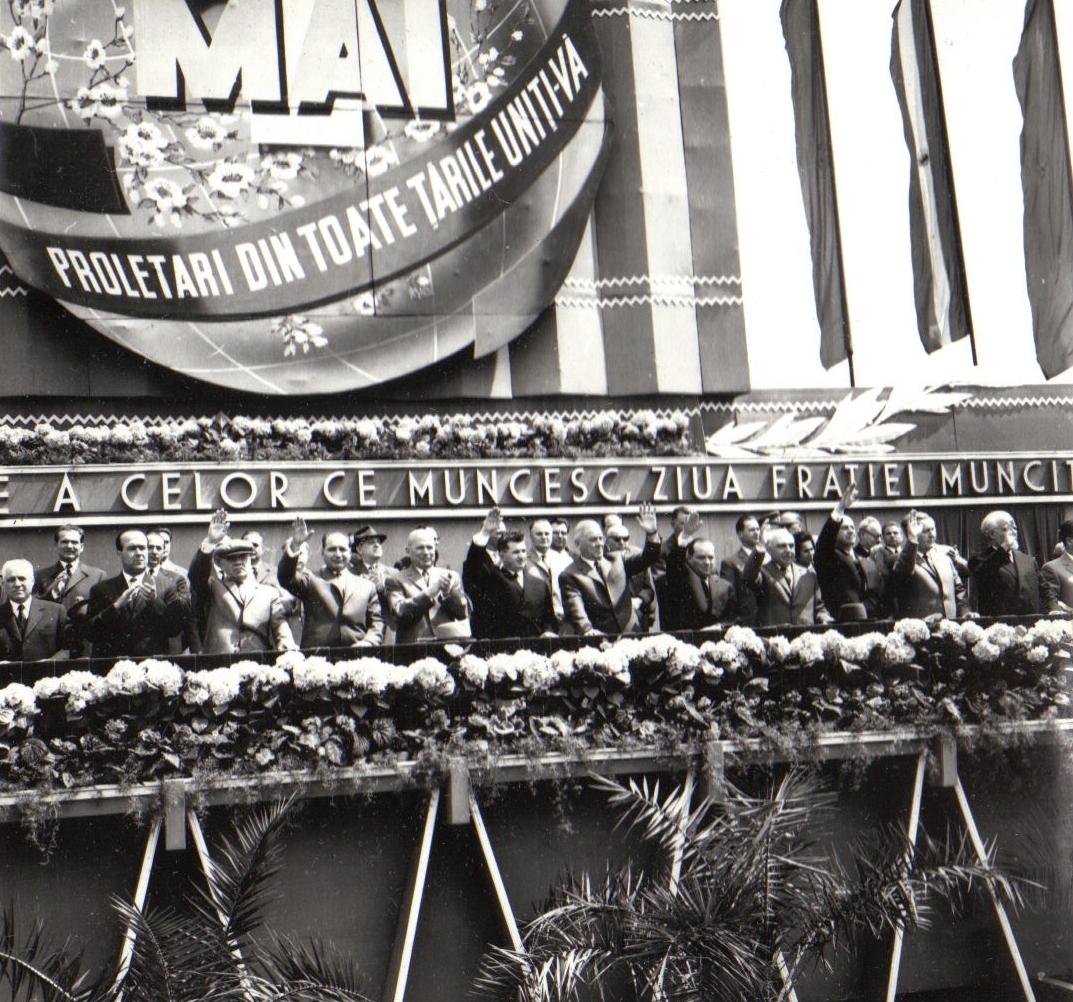
Ceaușescu et les dirigeants roumains célébrant le 1965.

- 22 mars, République populaire roumaine : Nicolae Ceaușescu devient premier secrétaire du PTR après la mort de Gheorghe Gheorghiu-Dej. Chivu Stoica devient président du Conseil d’État (fin en 1967)[71].
- 8 avril : les exécutifs des trois communautés européennes (CECA, CEE, Euratom) fusionnent[72].
- 23 mai : élections législatives belges ; repli de la coalition du PSC-CVP et du Parti socialiste au bénéfice des libéraux. Pierre Harmel forme un gouvernement de coalition sociale-chrétienne - socialiste le 28 juillet après le refus des libéraux d’y participer[73].
- 30 mai : élections législatives polonaises[74].
- 6 juillet : la France pratique à Bruxelles la politique de la chaise vide, à propos du financement de la politique agricole commune et la procédure du vote majoritaire au Conseil (fin le 30 janvier 1966[75].
- 7 juillet : Franco forme le dixième gouvernement de l’État espagnol[76].
- 13 juillet : la Loi du 13 juillet 1965 sort les femmes de leur incapacité juridique en leur accordant le droit d'avoir un compte bancaire et de travailler sans l'autorisation de leur mari[77].
- 15 juillet : le Premier ministre grec Georges Papandréou, en conflit avec le jeune roi Constantin II, démissionne, ce qui déclenche une grave crise politique (« apostasie »). Des manifestations populaires massives à Athènes et dans toutes les villes de Grèce dénoncent un coup d’État royal et réclament le respect de la légalité constitutionnelle. Elles atteignent leur apogée le 19 juillet. Le roi nomme Georgios Athanasiadis-Novas, remplacé le 20 août par Ilias Tsirimokos, qui n’obtient pas la confiance du parlement[78].
- 16 juillet : inauguration du tunnel du Mont-Blanc par le président Giuseppe Saragat et le général de Gaulle[79].
- 21 août : nouvelle Constitution en Roumanie, qui devient désormais la République socialiste de Roumanie[80].
- 12 septembre : élections législatives norvégiennes[81].
- 16 septembre, Royaume-Uni : le nouveau ministère des Affaires économiques dirigé par George Brown présente un projet de planification quinquennale qui se fixe comme objectif une croissance annuelle du revenu national de 5 %[82]. Les difficultés monétaires empêchent le plan d’être appliqué et le ministère est supprimé en 1967.
- 17 septembre : le conservateur modéré Stephanos Stephanopoulos devient Premier ministre en Grèce[83] (fin le 22 septembre 1966). Il obtient la confiance du parlement à une courte majorité dans la nuit du 24 au 25 septembre[84].
- 19 septembre (Allemagne de l’Ouest) : élections du 5e Bundestag[85].

- 26 octobre : The Beatles se voient conférer l’Ordre de l’Empire britannique en remerciement de leur contribution au rétablissement du commerce extérieur du pays[86].
- 8 novembre :
  - le Murder (Abolition of Death Penalty) Act reçoit la sanction royale ; suspension de la peine de mort pour une durée de cinq ans au Royaume-Uni[87].
  - Race Relations Act, loi antiraciste au Royaume-Uni[88] (également en 1968 et 1976).

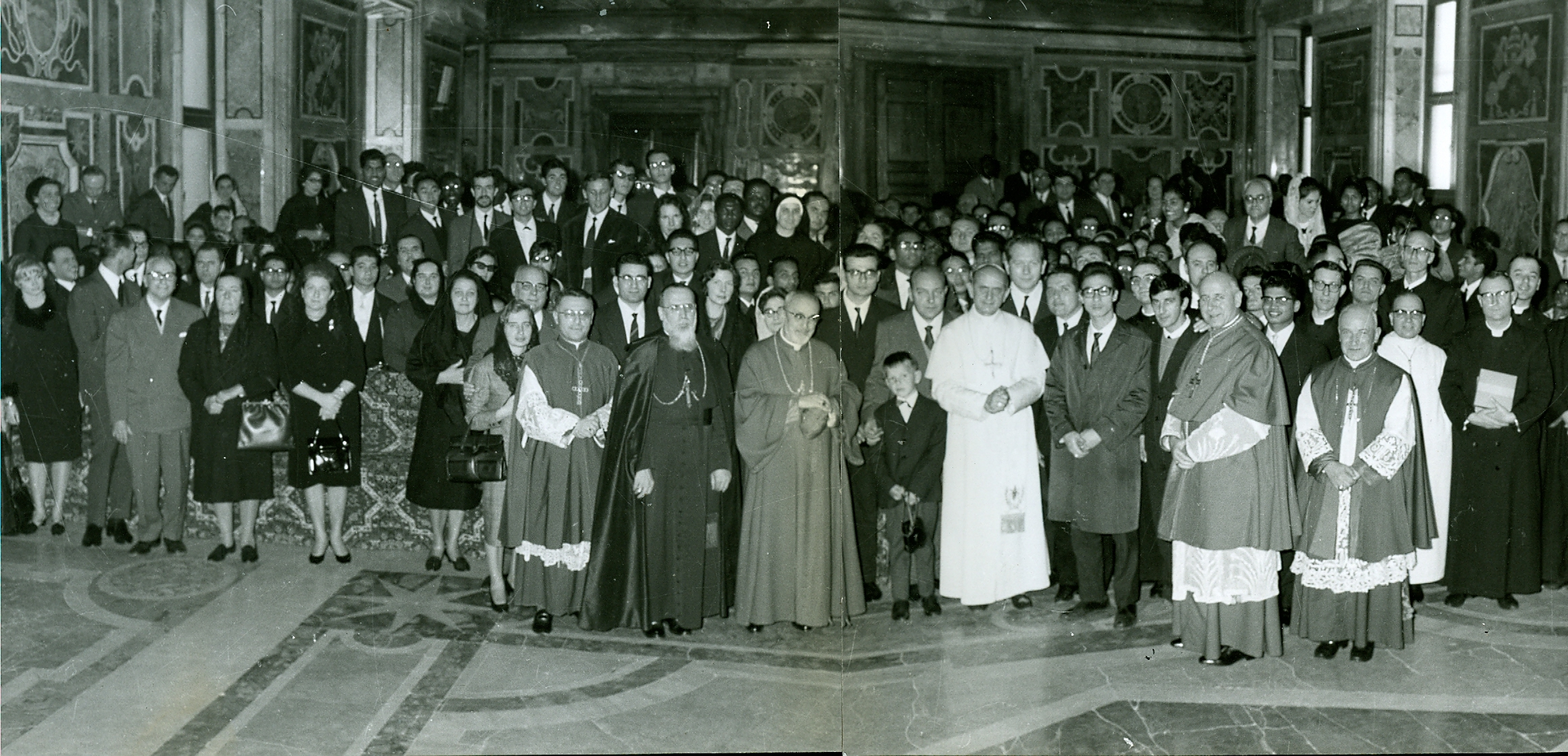
Audience de Paul VI le 14 octobre.

- 7 décembre : clôture du concile Vatican II par le pape Paul VI[89]. Le pape proclame le principe de la collégialité entre les évêques et le pape, ce dernier continuant à bénéficier d’une supériorité juridictionnelle (constitution Lumen Gentium)[89]. Dans sa constitution Gaudium et spes, l’Église reconnaît ses erreurs passées, prône un développement économique au service de l’homme, condamne la guerre et prêche une fraternité universelle ; elle réaffirme son attachement à la sainteté du mariage et de la famille, ainsi qu’au droit de propriété. Dans sa déclaration Dignitatis Humanae, elle se tourne vers les autres religions, reconnaît qu’elle n’est pas la seule à détenir la vérité, revendique la liberté religieuse pour tous, dénonce l’antisémitisme et innocente les Juifs, pris collectivement, de la mort du Christ. Le dialogue inter-religieux fait l’objet de la déclaration Nostra Ætate de Paul VI le 28 octobre[90]. La constitution Dei Verbum fait le point sur la révélation divine. Par la constitution Sacrosanctum Concilium, la liturgie est modifiée, en particulier la mention de « peuple déicide » concernant les juifs est supprimée[91] ; le latin est abandonné ; le prêtre dira la messe en langue vernaculaire, face à la foule[92]. Les ecclésiastiques sont admis à la retraite à 75 ans. La Curie est réformée ; la secrétairerie d’État y joue un rôle dominant. Le Saint-office est remplacé par une Congrégation pour la doctrine de la foi et l’Index est supprimé.

## Décès en 1965

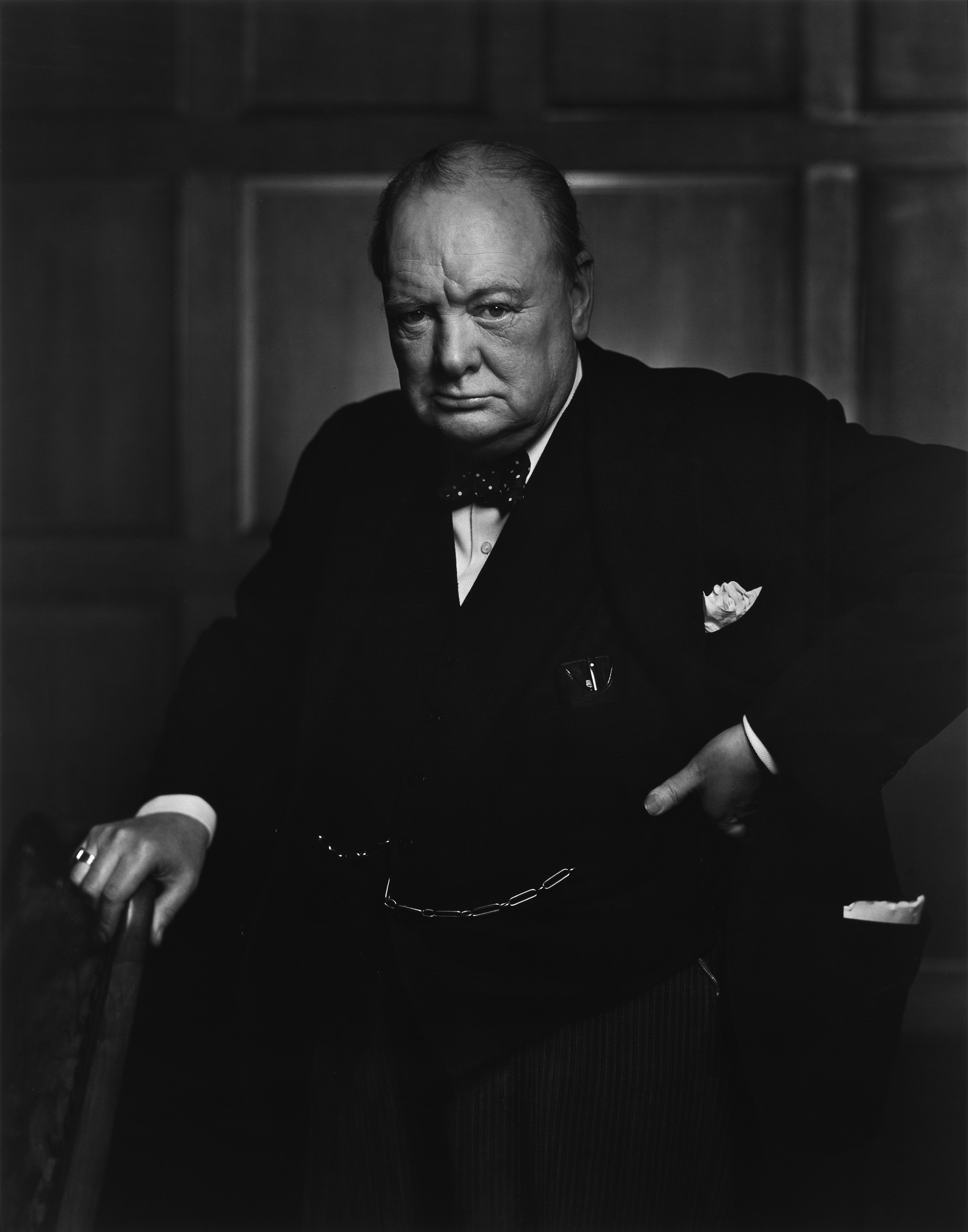
Winston Churchill.

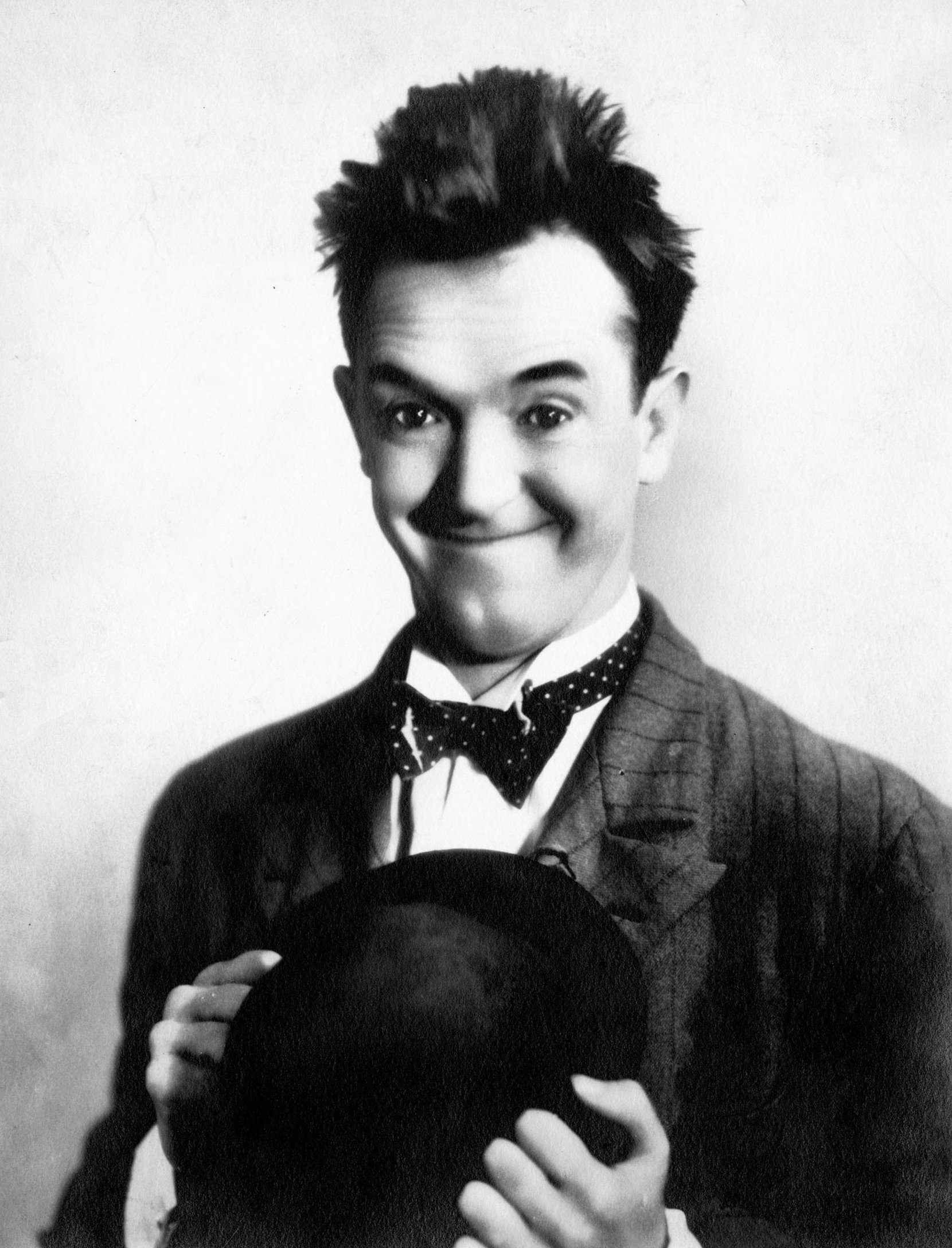
Stan Laurel

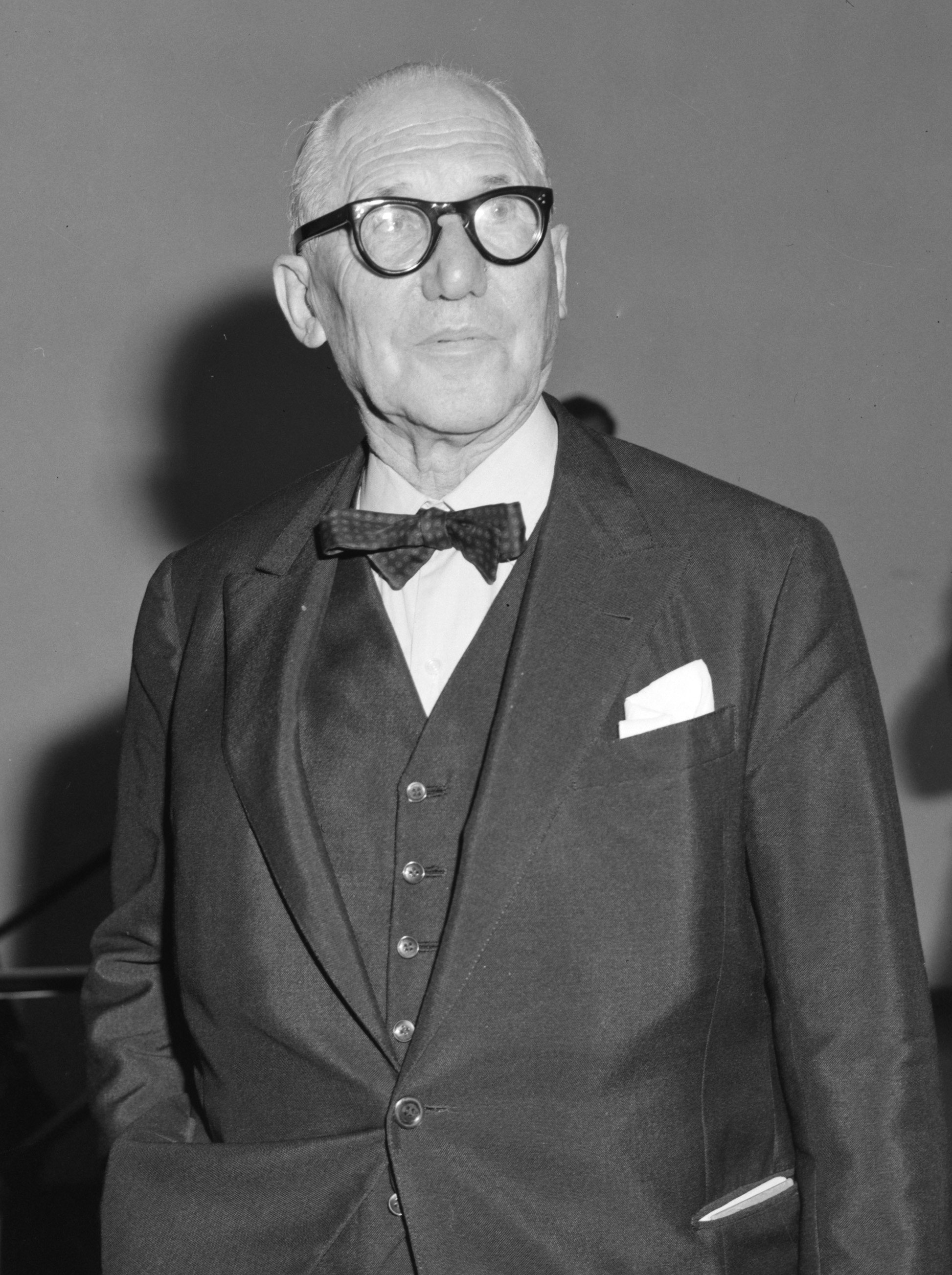
Le Corbusier

Personnalités majeures décédées en 1965
- 4 janvier : T. S. Eliot (poète et écrivain britannique)
- 24 janvier : Winston Churchill (homme politique britannique)
- 28 janvier : Maxime Weygand (militaire français)
- 23 février : Stan Laurel (acteur britannique)
- 18 mars : Farouk (roi d'Égypte de 1937 à 1952)
- 12 mai : Roger Vailland (écrivain français)
- 13 juin : Martin Buber (philosophe israélien d'origine autrichienne)
- 10 juillet : Jacques Audiberti (écrivain français)
- 27 août : Le Corbusier (architecte et urbaniste français d'origine suisse)
- 4 septembre : Albert Schweitzer (médecin et théologien français)
- 6 novembre : Edgard Varèse (compositeur français naturalisé américain)
- 16 décembre : William Somerset Maugham (écrivain britannique)